# Kortstjärtad nattskärra
Kortstjärtad nattskärra (Lurocalis semitorquatus) är en fågel i familjen nattskärror.

## Utbredning och systematik

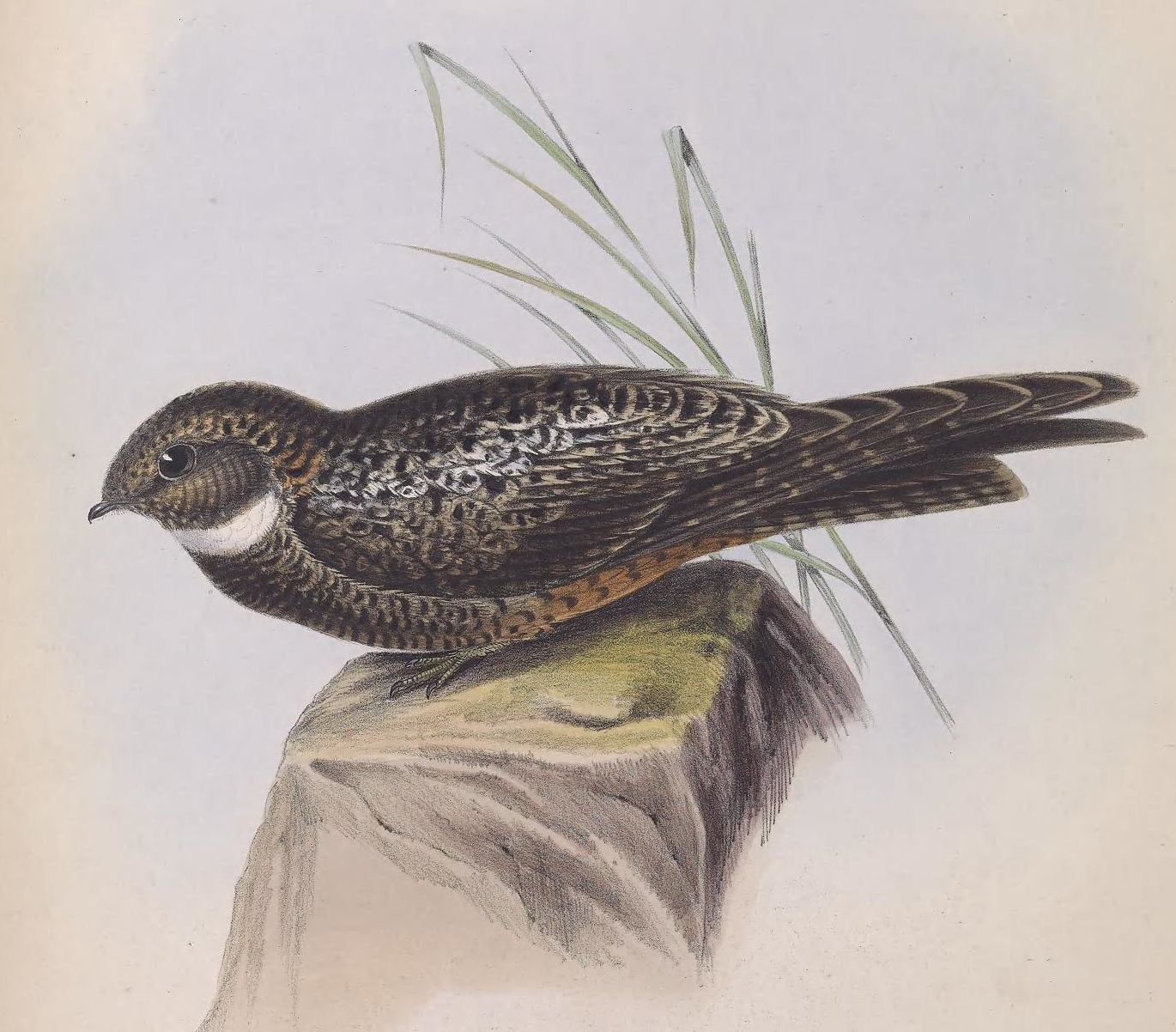

Kortstjärtad nattskärra delas in i fem underarter med följande utbredning:
- semitorquatus-gruppen
  - L. s. stonei – sydöstra Mexiko söderut genom nordöstra Guatemala till Panama; även i sydvästra Costa Rica, Panamas stillahavskust, sydvästra Colombia och västra Ecuador
  - L. s. schaeferi – norra Venezuela
  - L. s. semitorquatus – nordöstra Colombia till Guyana, norra Brasilien samt Trinidad och Tobago
- L. s. nattereri – östra Ecuador till östra Peru, Brasilien söder om Amazonområdet och nordöstra Argentina

## Status och hot
Arten har ett stort utbredningsområde, men tros minska i antal, dock inte tillräckligt kraftigt för att den ska betraktas som hotad. Internationella naturvårdsunionen IUCN listar arten som livskraftig (LC). Beståndet uppskattas till i storleksordningen 50 000 till en halv miljon vuxna individer.